# Paul Burke (basket-ball)
Pour les articles homonymes, voir Burke et Paul Burke.
Paul Burke, né le 2 août 1972, à Wyncote, en Pennsylvanie, est un joueur et entraîneur américain naturalisé suédois de basket-ball. Il évolue durant sa carrière au poste de meneur.

## Palmarès
- EuroCup Challenge 2004
- Joueur de l'année du championnat de Suède 2000